# Göteborgs Fartygs-Befälhavare förening
Göteborgs Fartygs-Befälhavare Förening (GFBF) är en svensk intresseorganisation för sjökaptener instiftad den 1 februari 1883, som den 1 januari 1971 ombildades till en ideell förening. Den har till ändamål att åstadkomma en närmare sammanslutning medlemmarna emellan, att dryfta till sjöfarten hörande ämnen samt att söka verka till gagn och nytta för sjöfarten och dess utövare. Föreningen utdelar också understöd åt behövande medlemmar samt åt änkor och barn efter avlidna medlemmar.
Till medlem i föreningen kan antas sjöman som är eller varit befälhavare eller styrman på svenskt handelsfartyg, och har avlagt sjökaptensexamen eller därmed likvärdig utbildning. 
Föreningens förste ordförande var sjökaptenen och riddaren Henrik Wilhelm Polycarpus Wetterström. Den nuvarande ordföranden, sjökapten Magnus Brännberg, tillträdde sin post 2004 och är den sjuttonde i raden.
År 1889 bildades Sjuk- och Begravningskassan som senare ombildades till Göteborgs Fartygsbefälhavares Begravningskassa Försäkringsförening, GFBK, som har till uppgift att ge hjälp till efterlevande med ofta betungande kostnader.
Föreningen har drygt 430 medlemmar varav cirka hälften också är medlemmar i Begravningskassan.